# Apetyt na Europę
Apetyt na Europę – polski serial dokumentalny z 2002 roku w reżyserii Andrzeja Wasylewskiego i z jego scenariuszem. Serial ten jest zrealizowany w konwencji filmu drogi, ma charakter spontanicznego dokumentu. 
Pilot serialu zatytułowano Portugalia... Odkrywamy ziemię odkrywców. Wystąpili w nim dziennikarka i tłumaczka  Magdalena Lewkowicz, aktorka i teatrolog Magdalena Stużyńska, aktor i dziennikarz Jarosław Budnik oraz dziennikarz i fotograf Paweł Loroch.
W zamierzeniu serial ten miał być telewizyjnym przewodnikiem po 15 krajach Europy. W każdym odcinku troje reporterów wraz z zaproszonym gościem - znawcą danego państwa - prezentują uroki krajów Unii Europejskiej.